# Margarita Skulesdatter

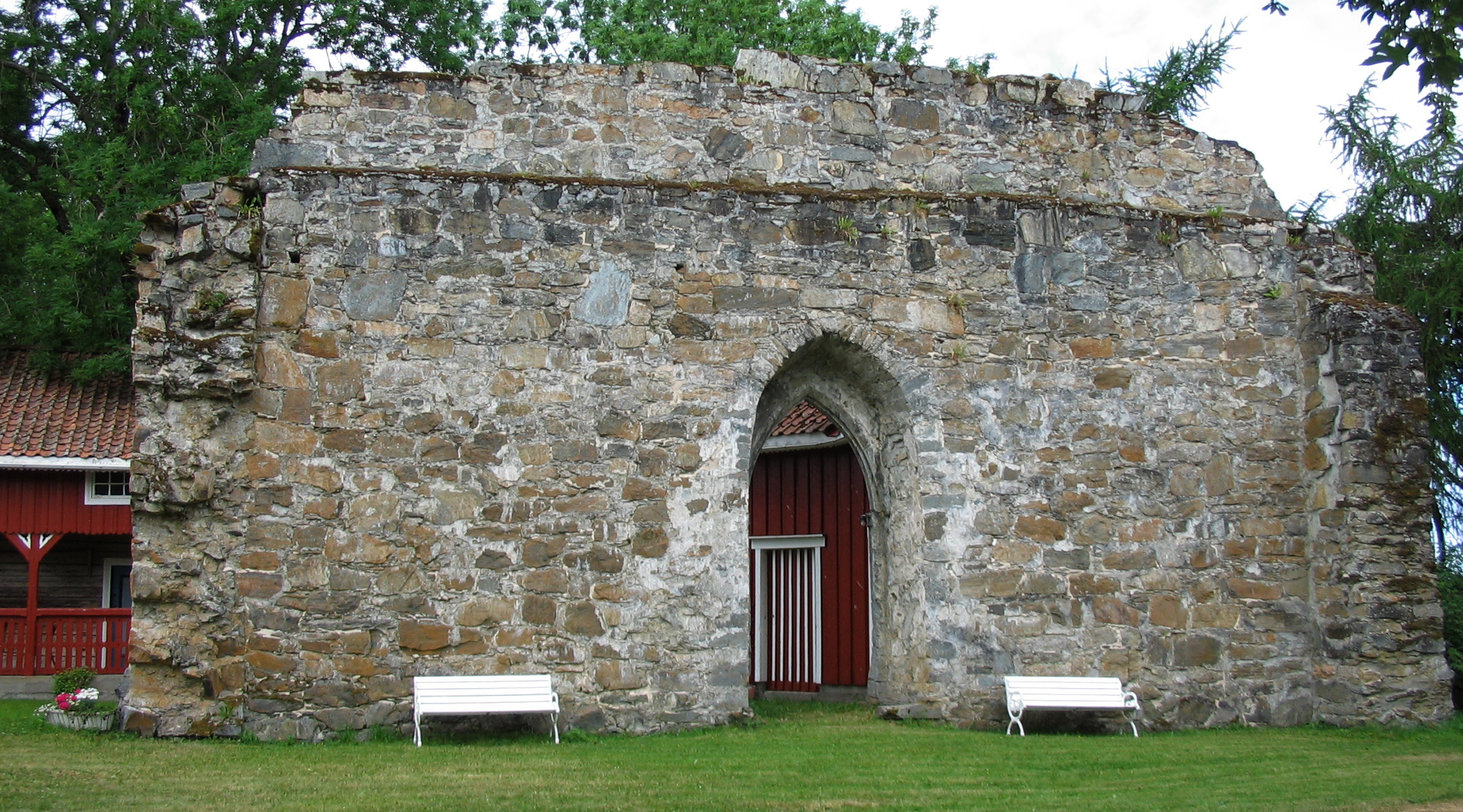
Ruinas del monasterio de Rein, en Rissa, donde Margarita pasó sus últimos años.

Margarita Skulesdatter (en nórdico antiguo, Margrét Skúladóttir; en noruego, Margrete Skulesdatter) (Rissa, 1208-ib., 1270). Fue reina de Noruega entre 1219 y 1263, tras casarse con el rey Haakon IV. 
Era hija del duque Skule Bårdsson y de una mujer de nombre Ragnhild. Pertenecía a una familia noble muy poderosa, emparentada con el rey Inge II de Noruega. Su padre era el jefe del ejército, uno de los personajes más influyentes en la política y aspirante al trono.
En 1219, en Bergen, fue comprometida con el joven rey Haakon IV, de tan sólo 15 años de edad, como un acuerdo entre los seguidores del monarca y el duque Skule. El acuerdo pretendía emparentar a Skule con la familia real y disuadirlo de sus aspiraciones al trono noruego. 
El matrimonio se celebró el 25 de mayo de 1225. Aunque era un matrimonio resultado de un arreglo político, al parecer fue afortunado, pese a los conflictos entre Haakon y Skule. Con todo y el matrimonio de su hija, el duque se levantó en armas en 1239, aunque sin éxito.
Tras la muerte de su marido en las Órcadas en 1263, Margarita recibió el cuerpo en Noruega y le organizó un funeral en Bergen el 22 de marzo de 1264. Después se retiró a Rissa, donde ingresó de monja en el monasterio fundado por su padre. Allí falleció en 1270.

## Hijos
Los reyes Haakon y Margarita tuvieron la siguiente descendencia:
1. Olaf (1227-1230).
2. Haakon el Joven (1232-1257). Cogobernante de Noruega junto a Haakon IV.
3. Cristina (1234-ca. 1262). Infanta de Castilla, esposa del infante Felipe de Castilla.
4. Magnus (1238-1280). Rey de Noruega.